# Ipolytölgyes
Ipolytölgyes è un comune dell'Ungheria di 466 abitanti (dati 2001) situato nella contea di Pest, nell'Ungheria settentrionale.